# オニハタタテダイ
オニハタタテダイ（鬼旗立鯛、学名：Heniochus monoceros）は、スズキ目チョウチョウウオ科に分類される魚類の一種。種小名は「一角獣」を意味し、英名は仮面を被ったような見た目、和名は頭部の突起に由来する。

## 形態
- 全長は約25cm[1]。
- 頭部に突起が付いている[2]。
- 体側の横帯は2本[3]。
- 尾鰭は黄色[3]。

類似種
よく似た種としてシマハタタテダイがいる。

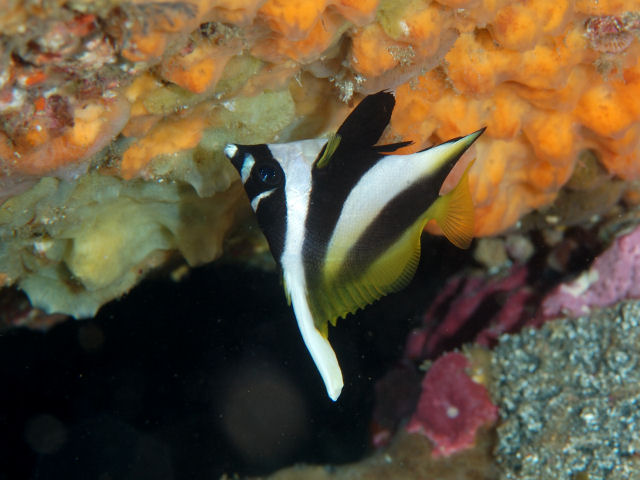
幼魚

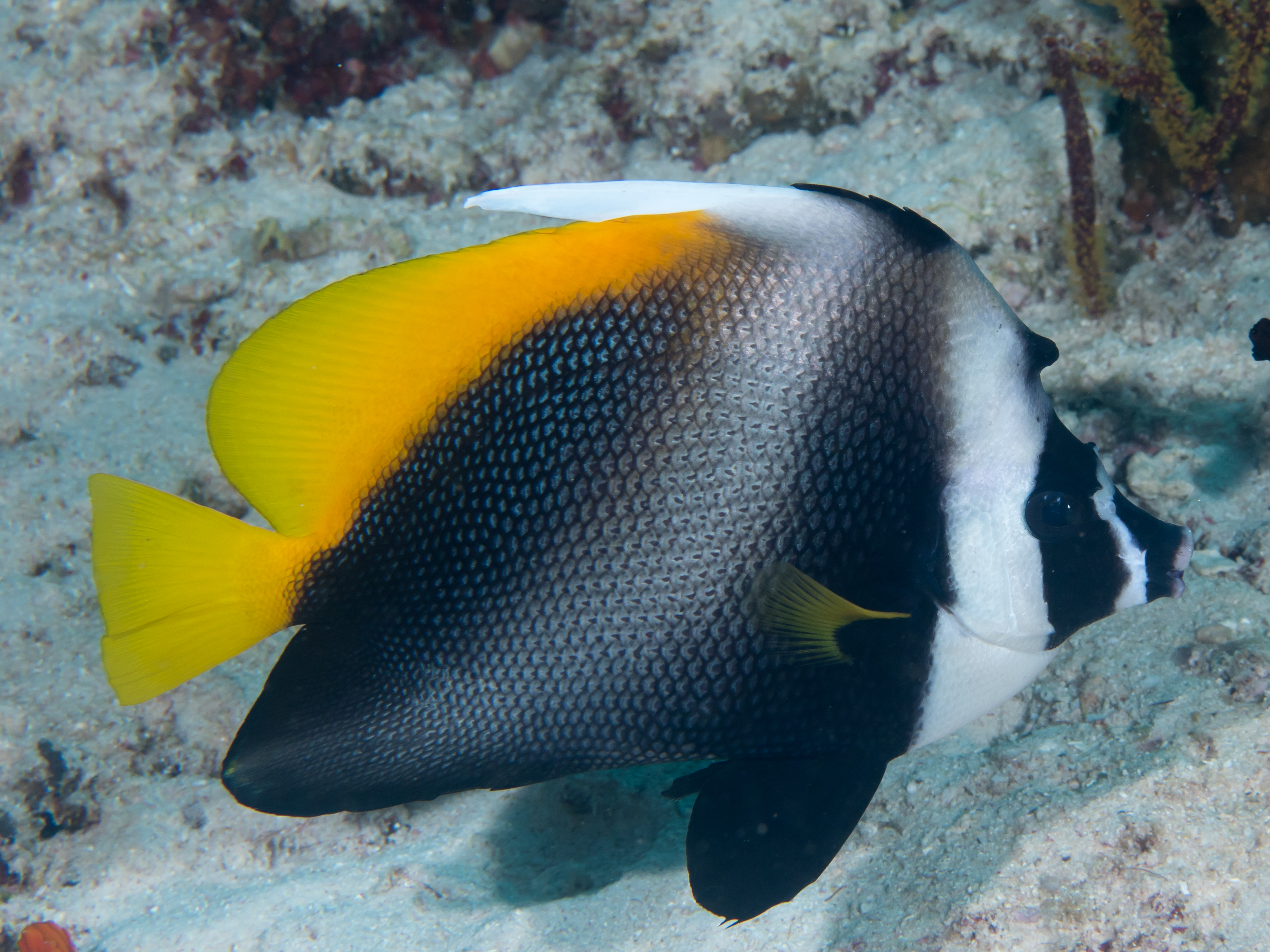
シマハタタテダイ

- 頭部の黒の横帯が、本種のものは背鰭基部まで架かるのに対し、シマハタタテのものは背鰭基部まで架からない[4]。
- 胸鰭を通る黒の横帯が、本種のものは背鰭の後ろに伸びる[5] のに対し、シマハタタテのものは背鰭の前に伸びる[6]。

などが両種の相違点である。

## 生態
雑食で、甲殻類、ゴカイ類、藻類などを食べる。
水深30mまでの熱帯地域のサンゴ礁に棲み、単独かペアで見られる。本州（紀伊半島）では夏になるとタイドプールや漁港に出現することがある。

## 分布
西・中部太平洋・インド洋。日本では本州中部以南に分布する。どの地域でも見かけやすい割に数は多くない。

## 飼育
観賞魚。大きくなるため大型の水槽を用意する必要がある。